# Relaciones Argelia-México
Las naciones de Argelia y México establecieron relaciones diplomáticas en 1964. Ambas naciones son miembros del Grupo de los 15, G24 y de las Naciones Unidas.

## Historia
En 1955, durante la guerra de Independencia de Argelia, México votó a favor de incluir la "cuestión argelina" en la agenda de la Asamblea General de las Naciones Unidas y apoyó la legítima aspiración del pueblo argelino a la independencia. En 1962, México fue el primer país en reconocer la independencia de Argelia, después de haber obtendio su independencia de Francia. Las relaciones diplomáticas entre ambas naciones fueron establecidas el 21 de octubre de 1964.
En 1965, el embajador de México residente en El Cairo, Egipto, fue acreditado para desempeñar su cargo en Argelia. En 1974, México abrió una embajada en Argel y en 1975, Argelia abrió una embajada en la Ciudad de México.
En 1975, el presidente Luis Echeverría se convirtió en el primer jefe de Estado mexicano en visitar Argelia. En 1982, el presidente argelino Chadli Bendjedid realizó su primera visita a México para asistir a la Cumbre Norte-Sur en Cancún.
En 2002, el presidente argelino Abdelaziz Bouteflika realizó una visita a la ciudad de Monterrey para asistir al Consenso de Monterrey. En febrero de 2005, el presidente mexicano Vicente Fox realizó una visita oficial a Argelia y se reunió con el presidente Abdelaziz Bouteflika. En 2008, como muestra de amistad mutua, se reveló en la Ciudad de México una estatua de Abd al-Qádir. En 2011, una estatua dedicada a Emiliano Zapata se develó en Argel. En julio de 2009, la secretaria de Relaciones Exteriores de México Patricia Espinosa realizó una visita a Argelia. En abril de 2015, el secretario de Relaciones Exteriores de México José Antonio Meade también realizó una visita a Argelia.
En 2016, la Cámara de Diputados de México creó el Grupo de Amistad México-Argelia, compuesto por 11 legisladores. El grupo se utilizará para promover la cooperación cultural, turística, tecnológica, educativa, comercial y promover las inversiones entre ambos países, así como para aumentar las relaciones multilaterales. En mayo de 2022, ambas naciones realizaron la V Reunión Bilateral del Mecanismo de Consultas en Materias de Interés Común en la Ciudad de México y contó con la presencia del secretario general del Ministerio de Asuntos Exteriores de Argelia, Chakib Rachid Kaid.
En 2024, ambas naciones celebraron 60 años de relaciones diplomáticas.

## Visitas de alto nivel

El presidente argelino Chadli Bendjedid asistiendo al Cumbre Norte-Sur en Cancún junto con el mandatario mexicano José López Portillo; 1981.

Visitas de alto nivel de Argelia a México
- Presidente Chadli Bendjedid (1981 y 1985)
- Ministro de Relaciones Exteriores Ahmed Taleb Ibrahimi (1985)
- Presidente Abdelaziz Buteflika (2002)
- Presidente del Consejo de la Nación Abdelkader Bensalah (2018)
- Secretario General de Asuntos Exteriores Chakib Rachid Kaid (2022)

Visitas de alto nivel de México a Argelia
- Secretario de Relaciones Exteriores Emilio Óscar Rabasa (1974)
- Presidente Luis Echeverría Álvarez (1975)
- Secretario de Relaciones Exteriores Bernardo Sepúlveda Amor (1986)
- Presidente Vicente Fox (2005)
- Secretaria de Relaciones Exteriores Patricia Espinosa (2009)
- Secretario de Relaciones Exteriores José Antonio Meade (2015)

## Acuerdos bilaterales
Ambas naciones han firmado varios acuerdos bilaterales, como un Acuerdo de Cooperación Cultural (1977); Acuerdo de Cooperación en el Campo de los Hidrocarburos y su industria de derivados entre Pemex y Sonatrach (1984); Acuerdo sobre el establecimiento de una Comisión Intergubernamental para la Cooperación Económica, Comercial, Científica y Tecnológica (1985); y un Acuerdo de Cooperación Técnica en Materia de Recursos Hídricos.

## Relaciones comerciales
En 2023, el comercio bilateral entre ambas naciones ascendió a $303 millones de dólares. Las principales exportaciones de Argelia a México incluyen: nitrogenados minerales o químicos; y cementos hidráulicos. Las principales exportaciones de México a Argelia incluyen: trigo y morcajo, vegetales secas, levadura, tubos y tuberías de hierro o acero, bombas de aire o de vacío, y productos de base química.

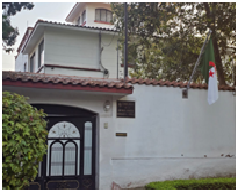
Embajada de Argelia en la Ciudad de México

## Misiones diplomáticas residentes
- Argelia tiene una embajada en la Ciudad de México.[6]
- México tiene una embajada en Argel.[7]